# Emilio José Belencoso Rodrigo
Emilio José Belencoso Rodrigo (Almàssera, 1993) és un polític valencià, alcalde d’Almàssera des de juny de 2023,i president de la Entitat Metropolitana per al Tractament de Residus (EMTRE) des de octubre de 2023.
Es va llicenciar en Dret per la Universitat Católica de València. Fou elegit en 2011 com el regidor mes jove d’ espanya en 18 anys i dos mesos.  Va ser Portaveu del Partit Popular a l'Ajuntament d'Almàssera des de l'any 2015 al 2023 any en què va ser elegit alcalde amb la primera majoria absoluta de la història d'Almàssera. Exercix la seua activitat com a advocat especialista en Dret civil i penal.
La gestió de Belencoso ha permés gestionar el major dispositiu de residus la Història, conseqüència de la DANA ocorreguda a València el 29 d'octubre de 2024. Diversos mitjans nacionals i internacionals es van fer ressò de la gestió del dispositiu, sent valorada positivament.